# Heinrich I. von Plauen
Heinrich von Plauen († 28. Dezember 1446 in Eger) war Herr von Plauen (als Heinrich X.), königlicher Hofrichter und Burggraf von Meißen (als Heinrich I. von Plauen).

## Leben
Er war ein Sohn von Heinrich IX. von Plauen und Irmgard von Orlamünde. Seine Schwester war Anna, Äbtissin in Quedlinburg.
Heinrich wurde um 1413 durch den römisch-deutschen König Sigismund zum Hofrichter ernannt. 1415 soll er auf dem Konzil von Konstanz gegen die Verbrennung von Jan Hus votiert haben. Wenige Wochen nach dem Aussterben der Meinheringer 1426 wurde Heinrich von König Sigismund mit der Burggrafschaft Meißen belehnt. Da jedoch der sächsische Kurfürst Friedrich I. den Zugang zu den Gütern verweigerte, übte er dieses Amt nie real aus.
1439 schlichtete der neue römisch-deutsche König Albrecht II. den Streit, indem er Heinrich zum Verzicht auf das Amt und die damit verbundenen Besitzungen bewog, dafür durfte dieser den Titel weiter führen und blieb Reichsfürst. Außerdem erhielt er die Herrschaft Plauen zurück.
1440 bot Heinrich im Auftrag des böhmischen Königs dem Markgrafen zu Ansbach Albrecht Achilles aus der Familie der Hohenzollern die römisch-deutsche Königskrone an, 1443 war er Mitglied einer Gesandtschaft beim römisch-deutschen König Friedrich III., die die Modalitäten für die Einsetzung von Ladislaus zum böhmischen König aushandelte.
Heinrich war auch Rechtspfleger in Eger, wo er wahrscheinlich am 28. Dezember 1446 starb.

## Ehen und Nachkommen
Heinrich war verheiratet mit
- Margarete von Dahme. Kinder
  - Margarete von Plauen

- Katharina von Sternberg. Kinder
  - Heinrich II., Burggraf von Meißen († um 1484)

- Anna von Sternberg